# Komplizen der Spielregeln

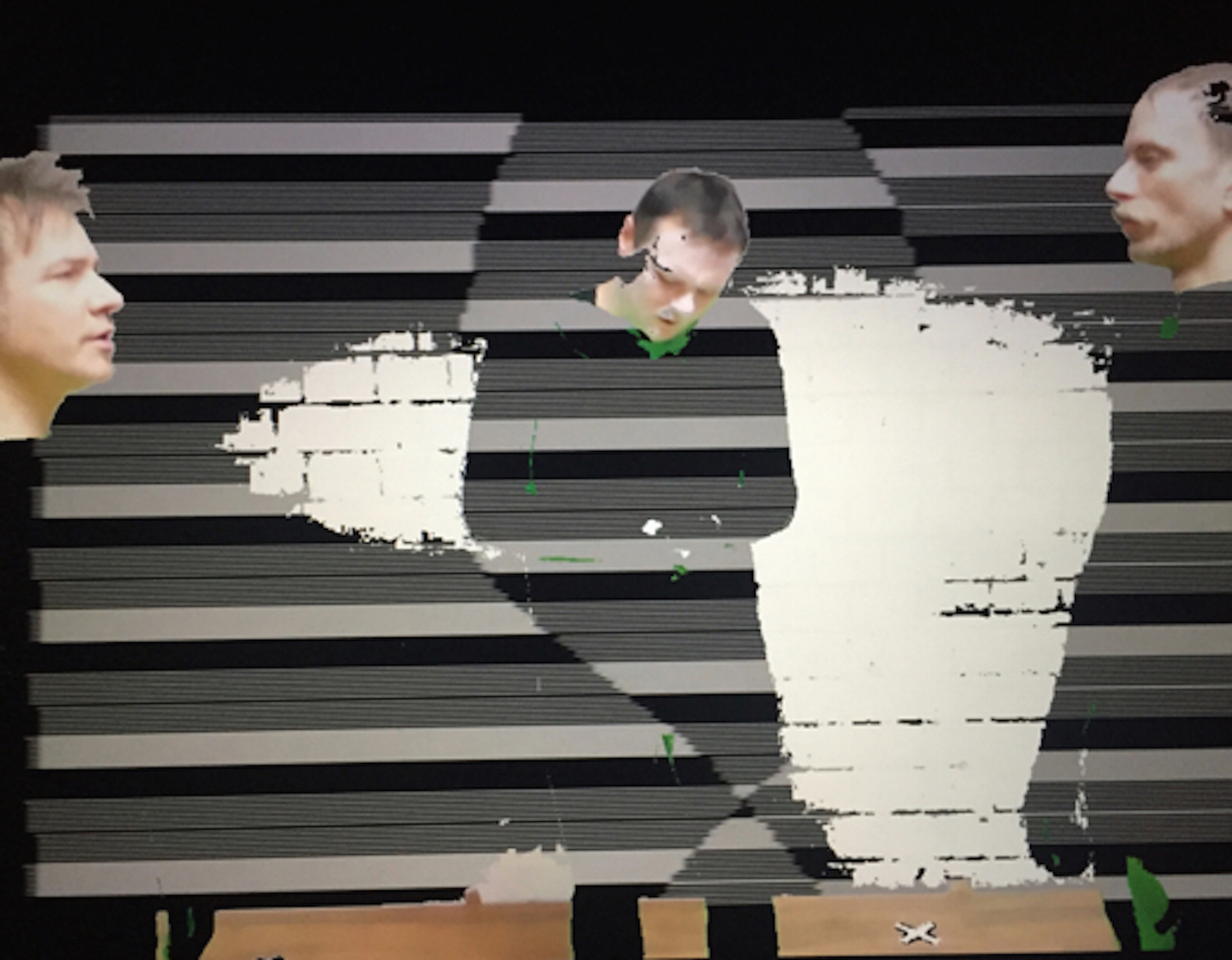
Komplizen der Spielregeln 2019

Komplizen der Spielregeln sind eine Band aus Köln, die Elemente aus Post-Punk, Krautrock, Indietronic und Pop mit deutschen Texten verbindet.
Der Bandname „Komplizen der Spielregeln“ entstammt dem Werk „Stiller“ von Max Frisch und hält in der Konzeption ihrer Musik als thematische Überschrift für systemische und multiperspektivische Beobachtungen von Individuum, Gesellschaft und Popkultur her.

## Geschichte
Anfang 2004 startete ein namenloses Dub-Noise-Projekt im Kölner Umland. Durch instrumentale Neubesetzungen und Hinzustoßen des Sängers Tobias Ortmanns entwickelte sich unter dem Namen „Komplizen der Spielregeln“ US-beeinflusster Indie-Rock mit deutschen Texten. Die erste EP, Anteil am Tagesbedarf, wurde 2004 aufgenommen und selbst vertrieben.
2007 begann die eigentliche Historie der Band mit Tobias Ortmanns (Stimme), Volker Weide (Gitarre), Julien Paoli (Schlagzeug), Christian Puckert (Gitarre) und Frank Nagel (Bass). Komplizen der Spielregeln spielten zahlreiche nationale und internationale Konzerte und nahmen gemeinsam mit dem österreichischen Produzenten Hannes Jaeckl in den Temple Studios auf der Insel Malta zwei Alben auf. Die Ergebnisse heißen Es wird nur noch geatmet (2009) und Lieder vom Rio d’Oro (2011) und erschienen auf dem Kölner Label Sitzer Records im Vertrieb von Broken Silence. Diese beiden Alben sorgten für mediale Aufmerksamkeit. Im Jahr 2009 veröffentlichte die Band das Remix-Album Geatmet:ES, das mit Kölner Elektro-Laptop-Künstlern entstand. In gemeinsamen Sessions entwickelte sich die Idee eines Live-Konzert-Remixing-Events, das 2010 ebenfalls unter dem Namen Geatmet:ES im Rahmen der c/o pop umgesetzt und dokumentiert wurde. Im Mai 2011 wurde der Song Version aus dem Album Lieder vom Rio d’Oro von der Zeitschrift Spex in die Top 10 der besten deutschsprachigen Protestsongs gewählt.
Nach dem Album Lieder vom Rio d’Oro integrierte die Band zunehmend elektronische Elemente mit einem Hang zum Noise und analogen Effekten. Die Intro attestierte „(…) Kunst mit Konzept, ohne dass man am Ende vor Konzeptkunst steht.“ Seit 2013 wurde das Projekt in anderer Besetzung unter dem Namen „komplizen_DS“ weitergeführt. 2016 veröffentlichte die Band erneut unter dem Namen Komplizen der Spielregeln die Doppel-EP "Amerika, hol mich hier raus" und geht auf Tour.
2017 entsteht gemeinsam mit dem Produzenten Hannes Jaeckl in Köln und Graz die nächste Platte, die im Herbst 2019 als Vinyl und Digitalrelease erscheint.

## Stil
Mit ihrem Debüt Es wird nur noch geatmet (2009) positioniert sich die Band im Indie-Rock-Sektor irgendwo zwischen Sonic Youth, Goldenen Zitronen und den frühen Blumfeld. Die Band arbeitet in ihrem Ausdruck mit Irritationen und der Konfrontation von alltäglichen Rollen und Wahrnehmungen. Die Texte folgen non-linearen Erzählstrukturen und bleiben in ihrer Wirkung oft assoziativ und kryptisch. Immer wieder wird darin im Sinne der Selbstreferenzialität auch die eigene Person und Rolle explizit thematisiert und hinterfragt. Der Zuhörer wird so mit Fragen nach Identität und Sinnhaftigkeit konfrontiert, die über das bloße gesellschaftskritische Anprangern von Umständen hinausgehen.

## Live
Live trat die Band zusammen mit dem Video-Künstler Schaupau auf, der von 2010 bis 2016 fester Bestandteil der Band war. Seit 2016 tritt die Band als Trio auf und integriert Live-looping als audio-visuelles Element in ihre Bühnenshow. Die Band hat bislang in Deutschland, Österreich und Italien zahlreiche Konzerte gespielt.

## Diskografie
- 2004: Anteil am Tagesbedarf (Eigenvertrieb)
- 2009: Es wird nur noch geatmet (Sitzer Records / Broken Silence)
- 2009: Geatmet:ES (Sitzer Records; Remixe aus dem Album Es wird nur noch geatmet)
- 2011: Lieder vom Rio d’Oro (Sitzer Records / Broken Silence)
- 2016: Amerika, hol mich hier raus 1 & 2 (offshore tabernakel)
- 2019: Komplizen der Spielregeln (offshore tabernakel)